# Tereza Širůčková
Tereza Širůčková (ur. 7 kwietnia 2003) – czeska wspinaczka sportowa specjalizująca się w prowadzeniu i boulderingu, brązowa medalistka igrzysk europejskich. Pochodzi z Brna.

## Wyniki
| Impreza                     | Rok  | Gospodarz          | bouldering | prowadzenie | na szybkość |
| --------------------------- | ---- | ------------------ | ---------- | ----------- | ----------- |
| Mistrzostwa świata          | 2023 | Berno              | —          | 55          | —           |
| Igrzyska europejskie        | 2023 | Tarnów             | —          | 03 !        | —           |
| Mistrzostwa Europy          | 2020 | Moskwa             | 29         | 21          | 27          |
| Mistrzostwa Europy          | 2022 | Monachium          | —          | 34          | —           |
| Mistrzostwa świata juniorów | 2017 | Innsbruck          | 53         | 45          | —           |
| Mistrzostwa świata juniorów | 2018 | Moskwa             | 33         | —           | —           |
| Mistrzostwa świata juniorów | 2019 | Arco               | 57         | 52          | —           |
| Mistrzostwa świata juniorów | 2021 | Woroneż            | —          | 18          | —           |
| Mistrzostwa Europy juniorów | 2018 | Bruksela           | 37         | —           | —           |
| Mistrzostwa Europy juniorów | 2019 | Bressanone Woroneż | 30         | 19          | —           |
| Mistrzostwa Europy juniorów | 2022 | Graz Augsburg      | 20         | 19          | —           |